# Festival d'Avignon 2014
La 68e édition du Festival d'Avignon s'est déroulée du 4 au 27 juillet 2014 à Avignon et autour d’Avignon.
Il s'agit de la première année d'Olivier Py à la direction du Festival d'Avignon.
L'éditorial Tout ce qui nous dépasse signe ainsi la 68e édition. Les différents axes de la 68e édition ont été définis par Olivier Py lors de deux conférences de presse, le 20 mars 2014 à la Fabrica, puis le 21 mars 2014 au Théâtre de la Ville.

## Programmation
- Le Prince de Hombourg de Heinrich von Kleist mis en scène par Giorgio Barberio Corsetti à la  Cour d'honneur du Palais des Papes - Théâtre | Rome - Avignon
- Coup fatal de Serge Kakudji, Fabrizio Cassol et Alain Platel à la cour du lycée Saint-Joseph - Musique / Théâtre / Danse | Bruxelles - Kinshasa
- The Humans de Alexandre Singh au gymnase du lycée Aubanel - Théâtre / Musique | New York - Rotterdam
- Orlando ou l'Impatience d'Olivier Py à la Fabrica - Théâtre | Avignon
- Falstafe de Valère Novarina d'après William Shakespeare mis en scène par Lazare Herson-Macarel à la Chapelle des Pénitents blancs - Théâtre / Jeune public | Paris - Fontaine-Guérin
- Lied Ballet de Thomas Lebrun au Cloître des Carmes - Danse | Tours
- Le sorelle Macaluso d'Emma Dante au gymnase du lycée Mistral - Théâtre | Palerme - Naples
- Dire ce qu'on ne pense pas dans des langues qu'on ne parle pas de Bernardo Carvalho mis en scène par Antônio Araújo à l'Hôtel des Monnaies - Théâtre | São Paulo - Bruxelles - Avignon
- Mahabharata-Nalacharitam de Satoshi Miyagi à la Carrière de Boulbon - Théâtre | Shizuoka
- Hypérion d'après Friedrich Hölderlin mis en scène par Marie-José Malis au Théâtre Benoît-XII - Théâtre | Aubervilliers
- Archive de Arkadi Zaides, d'après des images filmées par les volontaires du B'Tselem Camera Project, au Tinel de la  Chartreuse de Villeneuve-lez-Avignon - Danse | Tel Aviv
- Don Giovanni. Letzte Party. Une comédie batarde librement adaptée de Wolfgang Amadeus Mozart et Lorenzo da Ponte mis en scène par Antú Romero Nunes à l'Opéra Grand Avignon - Théâtre / Musique | Hambourg
- Nature morte. À la gloire de la ville de Manolis Tsipos mis en scène par Michel Raskine avec l'École de la Comédie de Saint-Étienne au gymnase du Saint-Joseph - Théâtre | Saint-Étienne
- Othello, Variation pour trois acteurs d'Olivier Saccomano d'après William Shakespeare mis en scène par Nathalie Garraud & Olivier Saccomano, spectacle itinérant - Théâtre | Fère-en-Tardenois
- HUIS, textes de Michel de Ghelderode, mis en scène de Josse de Pauw & Jan Kuijken au Cloître des Célestins - Musique / Théâtre | Gand
- Vitrioli de Yánnis Mavritsákis mis en scène par Olivier Py au gymnase Paul Giéra - Théâtre | Athènes
- At the same time we were pointing a finger at you, we realized we were pointing three at ourselves... de Robyn Orlin au gymnase du Lycée Aubanel - Danse | Johannesburg - Toubab Dialo
- The Fountainhead d'après Ayn Rand mis en scène par Ivo van Hove à la Cour du lycée Saint-Joseph - Théâtre | Amsterdam
- Même les chevaliers tombent dans l'oubli de Gustave Akakpo mis en scène par Matthieu Roy à la Chapelle des Pénitents blancs - Théâtre / Jeune public | Poitiers
- Mai, juin, juillet de Denis Guénoun mis en scène par Christian Schiaretti à l'Opéra Grand Avignon - Théâtre | Villeurbanne
- Haeeshek... Je te (sur)vivrai... de Hassan El Geretly & El Warsha à la Cour minérale de l' Université d'Avignon - Musique / Théâtre | Le Caire
- Intérieur de Maurice Maeterlinck mis en scène par Claude Régy à la Salle de Montfavet - Théâtre | Shizuoka - Paris
- La Famille Schroffenstein de Heinrich von Kleist mis en scène par Giorgio Barberio Corsetti avec l'École Régionale d'Acteurs de Cannes au gymnase du lycée Saint-Joseph - Théâtre | Cannes - Marseille
- An Old Monk de Josse De Pauw & Krist Defoort au Tinel de la  Chartreuse de Villeneuve-lez-Avignon - Musique / Théâtre | Gand
- La Imaginación del futuro de Marco Layera au Cloître des Carmes - Théâtre | Santiago du Chili
- I AM de Lemi Ponifasio à la  Cour d'honneur du Palais des Papes - Danse / Théâtre | Auckland
- Solitaritate de Gianina Cărbunariu au gymnase du lycée Mistral - Théâtre | Sibiu
- Matter de Julie Nioche au Théâtre Benoît-XII - Danse | Paris - Istanbul - Marrakech - Oslo - Stockholm
- Henry VI de William Shakespeare mis en scène par Thomas Jolly à la Fabrica - Théâtre | Rouen
- Notre peur de n'être de Fabrice Murgia au gymnase du lycée Aubanel - Théâtre | Bruxelles
- O kyklismos tou tetragonou de Dimítris Dimitriádis mis en scène par Dimitris Karantzas à l'Opéra Grand Avignon - Théâtre | Athènes
- La Jeune Fille, le Diable et le Moulin, d'après les contes des  frères Grimm, mis en scène par Olivier Py à la Chapelle des Pénitents blancs - Théâtre / Jeune public | Paris - Avignon
- Le Mariage de Maria Braun (Die Ehe der Maria Braun), d'après Rainer Werner Fassbinder, mis en scène par Thomas Ostermeier à la Cour du lycée Saint-Joseph - Théâtre | Berlin
- 2014 comme possible de Didier Ruiz au Tinel de la  Chartreuse de Villeneuve-lez-Avignon - Théâtre | Avignon - Paris
- Les Pauvres gens de Victor Hugo mis en scène par Denis Guénoun avec l'Institut supérieur des techniques du spectacle d'Avignon au gymnase du lycée Saint-Joseph - Théâtre | Avignon
- Corps de mots des Têtes Raides avec Jeanne Moreau à la  Cour d'honneur du Palais des Papes - Musique / Littérature | Paris

## Cinq chantspar laFondation Royaumont
- Oración de Fawaz Baker, Amir El Saffar & Ahmed Essyad au Cloître des Célestins - Musique
- Sleep Song de Mike Ladd au Cloître des Célestins - Musique
- Interzone Extended de Serge Teyssot-Gay & Khaled Aljaramani au Cloître des Célestins - Musique
- Wasl de Kamilya Jubran au Cloître des Célestins - Musique
- AlefBa de Fabrizio Cassol au Cloître des Célestins - Musique

## Sujets à Vif
Chaque année depuis dix-sept ans, le Festival d'Avignon et la SACD convoquent des artistes d'univers et de disciplines différents en leur proposant de créer en duo une forme courte, les Sujets à Vif. Il s'agit pour les artistes invités de confronter leurs langages, d'être troublés dans leur pratique artistique, de laisser une place à l'imprévisible. Réalisées avec peu de moyens techniques, à la lumière du jour (à 11h et/ou 18h), et scénographiques, ces créations « indisciplinées » comme les appelle Olivier Py sont présentées dans le Jardin de la Vierge du lycée Saint-Joseph.

### Liste des spectacles
- Un jour nous serons humains de David Léon, Hélène Soulié et Emmanuel Eggermont au Jardin de la Vierge du lycée Saint-Joseph - Indisciplinaire
- Religieuse à la fraise de Kaori Ito et Olivier Martin-Salvan au Jardin de la Vierge du lycée Saint-Joseph - Indisciplinaire
- Tapis rouge de Nadia Beugré et Sebastien Martel au Jardin de la Vierge du lycée Saint-Joseph - Indisciplinaire
- R2JE de Clément Dazin et Chinatsu Kosakatani au Jardin de la Vierge du lycée Saint-Joseph - Indisciplinaire
- Il se trouve que les oreilles n'ont pas de paupières (prélude) de Benjamin Dupé & Pierre Baux au Jardin de la Vierge du lycée Saint-Joseph - Indisciplinaire
- Buffet à vif de Pierre Meunier & Raphaël Cottin au Jardin de la Vierge du lycée Saint-Joseph - Indisciplinaire
- Irrévérence(s) de Marie-Agnès Gillot et Lola Lafon au Jardin de la Vierge du lycée Saint-Joseph - Indisciplinaire
- Je vais danser autour de ta tête jusqu'à ce que tu tombes de Manuel Vallade & Volmir Cordeiro au Jardin de la Vierge du lycée Saint-Joseph - Indisciplinaire

## Cycle de lectures Lydie Dattas
- La Nuit spirituelle de Lydie Dattas à l'Église Saint-Agricol - Littérature / Musique | Saint-Firmin
- Les Amants lumineux de Lydie Dattas au Temple Saint-Martial - Littérature / Musique | Saint-Firmin
- La Foudre de Lydie Dattas  au Musée Calvet - Littérature / Musique | Saint-Firmin
- La Chaste vie de Jean Genet de Lydie Dattas, lecture dirigée par Olivier Py, avec l'Orchestre régional Avignon-Provence à  Cour d'honneur du Palais des Papes - Théâtre | Rome - Avignon